# Sophronica debeckeri
Sophronica debeckeri är en skalbaggsart som beskrevs av Stefan von Breuning 1975. Sophronica debeckeri ingår i släktet Sophronica och familjen långhorningar. Inga underarter finns listade i Catalogue of Life.